# 逮捕

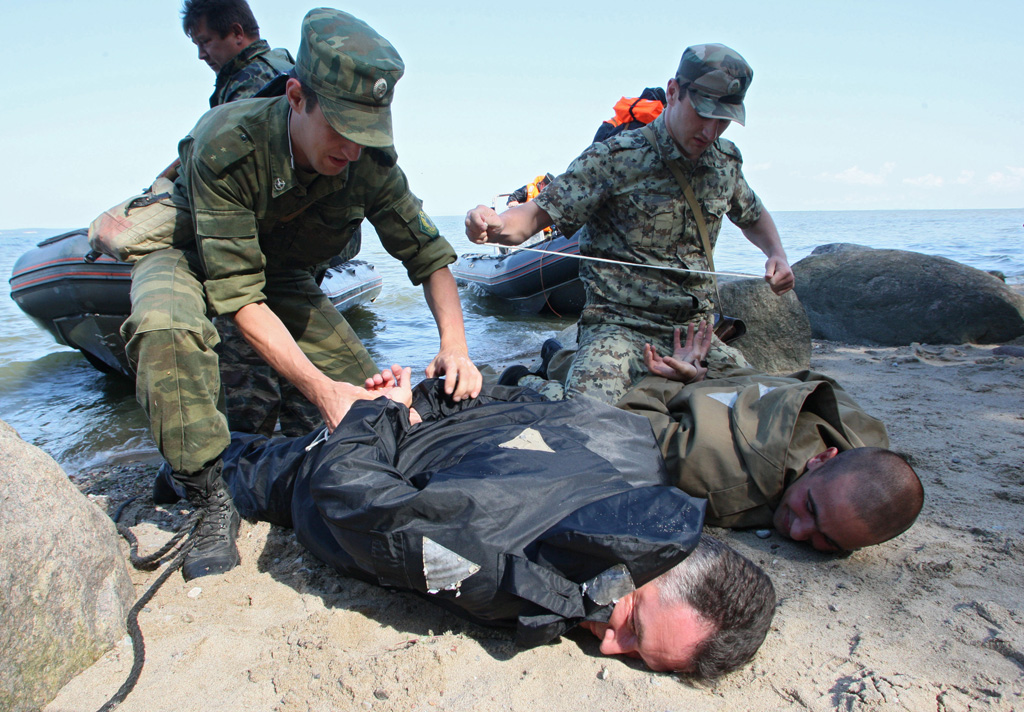
俄羅斯邊防人員制服和拘捕嫌疑人

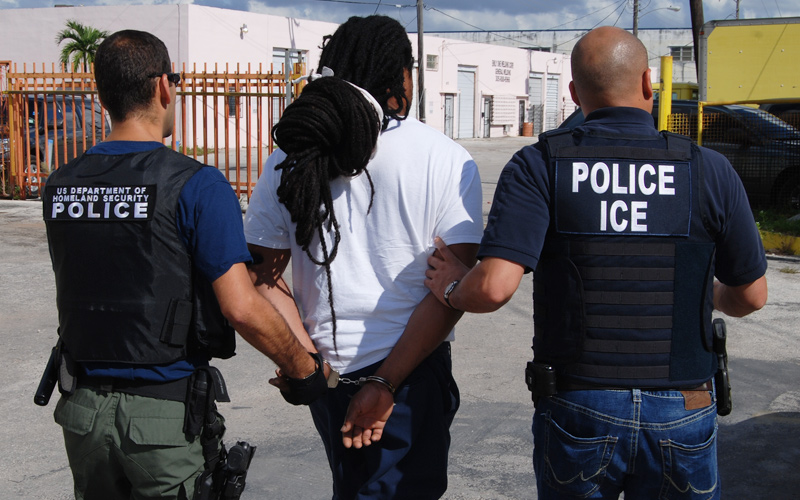
手銬常用來限制被拘捕嫌疑人的雙手活動

逮捕（英語：Arrest）是一種強制處分，指以強制力拘束人身自由，旨在為預防犯罪發生或確保刑事訴訟順利進行。

## 被逮捕者人權
- 無罪推定
- 辯護權
- 緘默權

## 非犯罪行為的逮捕
- 移民收容
- 藐視法庭

## 各國逮捕制度

### 中華民國
現行犯及準現行犯人人均得逮捕（刑事訴訟法第88條），通緝犯得由利害關係人逕行逮捕（同法第87條），其餘情況限由檢察官和司法警察逮捕。
若是無偵查犯罪權限之一般民眾逮捕，須立即將嫌疑犯交付檢察官、司法警察機關或各地憲兵隊（刑訴法第92條）。若是司法警察逮捕，於確認身份及初步詢問後，應立即將被逮捕人解送檢察官由檢察官再次訊問，並決定是否向法院聲請羈押。

### 中華人民共和國

#### 大陆地区
逮捕，是指为了防止犯罪嫌疑人或者被告人实施妨碍刑事诉讼的行为，逃避侦查、起诉、审判或者发生社会危险性，而依法暂时剥夺其人身自由的一种强制措施。逮捕是刑事诉讼强制措施中最严厉的一种，它不仅剥夺了犯罪嫌疑人、被告人的人身自由，而且逮捕后除发现不应当追究刑事责任和符合变更强制措施条件的以外，对被逮捕人的羁押期间一般要到人民法院判决生效为止。
由人民检察院批准或决定逮捕或人民法院决定逮捕。由公安机关执行逮捕。被逮捕的犯罪嫌疑人或刑事被告人被羁押于看守所。公安机关移送要求审查批准逮捕的案件，人民检察院有批准权，一般是由检察院批捕科或者侦查监督科来批捕，批捕期限为7日，可提审犯罪嫌疑人核实证据；不批准逮捕的决定一般要由检察院检察委员会讨论决定。人民检察院在自侦案件或者审查起诉中认为犯罪嫌疑人符合法律规定的逮捕条件，应予逮捕的，有权自行决定逮捕。因此，对于未被羁押（取保候审）的犯罪嫌疑人，检察院公诉科在审查起诉中可报请检察长决定逮捕收押。人民法院直接受理的自诉案件中，对被告人需要逮捕的，人民法院有决定权；对于人民检察院提起公诉的案件，人民法院在审判阶段发现需要逮捕（出于取保候审状态中的）被告人的，主审法官可以提请法院院长决定逮捕。如果公安机关不提请批准逮捕犯罪嫌疑人，人民检察院在侦查监督中认为应该逮捕的，检察院可以直接作出逮捕决定，送达公安机关执行。国家安全机关办理危害国家安全的刑事案件，行使与公安机关相同的职权。
人民检察院对担任各级人民代表大会代表的犯罪嫌疑人批准或者决定逮捕，应当报请该人大主席团或常委会许可。对有犯罪嫌疑的政协委员采取逮捕强制措施前，应向该委员所在的政协党组通报情况；情况紧急的，可同时或事后及时通报。
外国人、无国籍人涉嫌以上犯罪以外的案件，由地市级人民检察院审查并提出意见，报省级人民检察院审查。省级人民检察院征求同级政府外事部门的意见后，决定批准逮捕，同时报最高人民检察院备案。经审查认为不需要逮捕的，可以直接作出不批准逮捕的决定。
错误逮捕的，由批准逮捕的人民检察院或决定逮捕的人民法院负责国家赔偿。根据2013年1月1日开始实施的修订后的《中华人民共和国国家赔偿法》第十七条第一项，合法采取刑事拘留措施但其后终止追究刑事责任的情况，受害人要取得国家赔偿必须满足拘留超过羁押期限（最长37天），也即依法刑事拘留的国家赔偿的豁免。

##### 附条件逮捕
2005年，最高人民检察院在全国第二次侦查监督工作会议上首次提出附条件逮捕理念，放宽了部分案件的批准逮捕证据条件。2006年8月，最高人民检察院在《人民检察院审查逮捕质量标准（试行）》中明确规定了附条件逮捕的必要条件和工作流程。“有证据证明有犯罪事实”如果是“证据所证明的事实基本构成犯罪”，办案方认为确需逮捕，可报请检察长或检察委员会，决定或批准逮捕。逮捕后，检方侦查监督部门应给侦查机关发《补充证据通知书》，开列补充侦查提纲，列明需要查明的事实和需要收集、核实的证据，并跟踪侦查取证情况；侦查机关经过进一步努力仍然难以取到证明构成犯罪的证据的案件，要及时撤销逮捕决定。

#### 香港地区
僅警察、廉政公署、海關、入境處這4個執法機關具法律所授權的逮捕權(power of arrest)。逮捕前都必需跟從法律規定的程序向裁判法院申請拘捕令或逮捕令(arrest warrant)，向法院解釋逮捕的因由及逮捕是否符合法律的先決條件，以保障市民的人身自由。如違反這要求的話，市民可從民事司法程序指控有關執法人員侵權並可向該執法人員申取賠償。執法人員不可能在每次逮捕前均向法院申請逮捕令，法律亦給予執法機關使用逮捕權時一定的彈性及自由，以平衡維持社會安定與個人人身自由。這些彈性並不是沒有法律監督的，以警察為例，《警隊條例》第50條就有這樣的指引：
|  | (1) 警務人員拘捕任何他合理地相信會被控以下罪行的人，或拘捕任何他合理地懷疑犯了以下罪行的人，乃屬合法： (a) 任何由法律訂定判處的罪行，或有人(就該罪行首次定罪時)可被判處監禁的罪行；或 (b) 如該警務人員覺得因以下理由將傳票送達並非切實可行，則任何罪行─ (i) 該人的姓名不為該警務人員所知，亦不能由該警務人員輕易確定； (ii) 該警務人員有合理理由懷疑該人所報姓名是否其真實姓名； (iii) 該人並無報出一個可作送達的妥當地址；或 (iv) 該警務人員有合理理由懷疑該人所報地址是否可作送達的妥當地址。 (1A) 警務人員可根據第(1)款行使拘捕任何人的權力，即使他沒有為此而發出的手令，亦不論他是否目擊任何人犯罪。... |